# Енашимо (посёлок)
Енашимо — посёлок в Северо-Енисейском районе Красноярского края.
До 2001 года на уровне муниципального устройства и до 2005 года на уровне административно-территориального устройства входил в состав Новокаламинского сельсовета.

## История
В 1976 году Указом Президиума ВС РСФСР посёлок Енашиминской ГЭС переименован в Енашимо.

## Население
| 2010 |
| ---- |
| 71   |

## Примечание
1. 1 2  Всероссийская перепись населения 2010 года. Итоги по Красноярскому краю. 1.10 Численность населения гор.округов, мун.районов, гор. и сел. поселе
2. ↑  Закон Красноярского края от 26.06.2001 № 15-1376 «Об упразднении муниципальных образований, находящихся в границах Северо-Енисейского района». Дата обращения: 25 мая 2021. Архивировано 24 мая 2021 года.
3. ↑  Северо-Енисейский район в ОКАТО до 2006. Дата обращения: 25 мая 2021. Архивировано 15 мая 2021 года.
4. ↑  Указ Президиума ВС РСФСР от 24.09.1976 г. "О  переименовании   некоторых  населённых   пунктов в  Красноярском крае" // Ведомости Верховного Совета РСФСР. — 1976. — № 39 (30 сентября).